# Gębice (gromada w powiecie strzelińskim)
Gębice (od 1 I 1960 Biały Kościół) – dawna gromada, czyli najmniejsza jednostka podziału terytorialnego Polskiej Rzeczypospolitej Ludowej w latach 1954–1972.
Gromady, z gromadzkimi radami narodowymi (GRN) jako organami władzy najniższego stopnia na wsi, funkcjonowały od reformy reorganizującej administrację wiejską przeprowadzonej jesienią 1954 do momentu ich zniesienia z dniem 1 stycznia 1973, tym samym wypierając organizację gminną w latach 1954–1972.
Gromadę Gębice z siedzibą GRN w Gębicach utworzono – jako jedną z 8759 gromad na obszarze Polski – w powiecie strzelińskim w woj. wrocławskim, na mocy uchwały nr 25/54 WRN we Wrocławiu z dnia 2 października 1954. W skład jednostki weszły obszary dotychczasowych gromad: Gębice, Nowolesie, Kazanów i Witostowice ze zniesionej gminy Nowolesie, Biały Kościół, Dębniki i Gębczyce ze zniesionej gminy Kuropatnik oraz Szczodrowice ze zniesionej gminy Wąwolnica w tymże powiecie. Dla gromady ustalono 21 członków gromadzkiej rady narodowej.
1 stycznia 1960 do gromady Gębice włączono wsie Dankowice, Wąwolnica, Lipowa, Komorowice i Nieszkowice ze zniesionej gromady Dankowice oraz wsie Dobroszów i Romanów ze zniesionej gromady Ostrężna w tymże powiecie, po czym gromadę Gębice zniesiono, przenosząc siedzibę GRN z Gębic do Białego Kościoła i zmieniając nazwę jednostki na gromada Biały Kościół.